# Scott Clendenin
Scott Clendenin (ur. 17 stycznia 1968 w Titusville w stanie Floryda  – zm. 24 marca 2015) – amerykański basista. Scott Clendenin znany jest przede wszystkim z występów w amerykańskim zespole deathmetalowym Death. Wraz z grupą nagrał wydany w 1998 roku album The Sound of Perseverance oraz dwa albumy koncertowe Live in L.A. (Death & Raw) (2001) i Live in Eindhoven (2001). W latach 1997–1999 był także członkiem zespołu Control Denied.
Muzyk zmarł 24 marca 2015 roku. Przyczyna śmierci nie została podana do publicznej wiadomości.